# ویکتور اهلمن
ویکتور اهلمن (انگلیسی: Viktor Ahlmann؛ زادهٔ ۳ ژانویهٔ ۱۹۹۵) بازیکن سابق فوتبال اهل دانمارک است که در پست مهاجم بازی می‌کرد.
وی همچنین در تیم‌های ملی فوتبال زیر ۱۶ سال دانمارک، زیر ۱۷ سال دانمارک، زیر ۱۸ سال دانمارک، زیر ۱۹ سال دانمارک و زیر ۲۰ سال دانمارک بازی کرده است.